# Kastl (Lauterachtal)
Kastl este o comună din districtul Amberg-Sulzbach, landul Bavaria, Germania.